# 닝쩌타오
닝제타오(영택도, 중국어 간체자: 宁泽涛, 정체자: 寧澤濤, 병음: Nìng Zétāo, 1993년 3월 6일~)는 자유형을 주종목으로 하는 중화인민공화국의 수영 선수이고, 올해 (만27세)로 믈병자리이고 닭띠이다. 100m 종목 아시아 기록 보유자이다. 2014년 인천 아시안 게임 남자 자유형 50m 결승 경기에서 21.95기록으로 금메달을 획득했다.
2015년 제16회 FINA 세계수영선수권대회 남자 100m 자유형 금메달 ,2014년 제17회 인천 아시안게임 수영 남자 400m 혼계영 금메달,2014년 제17회 인천 아시안게임 수영 남자 100m 자유형 금메달을 취득했다.

## 참고 자료
- “[인천AG]박태환 오늘 자유형100m,최대경쟁자 中닝저타오” (카누리어). 2014년 9월 25일. 2020년 12월 4일에 확인함. - 수상기록